# テングタケ属
テングタケ属（Amanita Pers.）は、ハラタケ目テングタケ科の属の一つ。

## 形態
子実体形成時にschizohymenial development（和名未定）という様式を採るのがこの属に共通する最大の特徴である。これは子実体の形成時期になると卵状の構造物内には完成された小さな子実体が形成され、成長と共にこれを破って出てくるもの。子実体が卵の中にある時点で胞子は成熟しており、胞子が成熟しても散布されないセコチオイド型 （secotioid）の一種といえる。かつ、成熟した卵は地中の浅い位置に形成されることから、トリュフのように胞子が地下で成熟する地下性菌（hypogeous）の要素も持つ。胞子散布時には子実体が急激に伸長肥大成長する。
形態面では卵の下側部分が柄の根元に残ること（通称ツボ）は大きな特徴である。その他の本属に典型的な共通の特徴としてよく言われるのが、子実体はハラタケ型（agaricoid）、ひだが白色で柄に対して離生、柄にはツバを持つなどである。これらは概ね正しいが、ツボも含めいずれも例外が存在する。

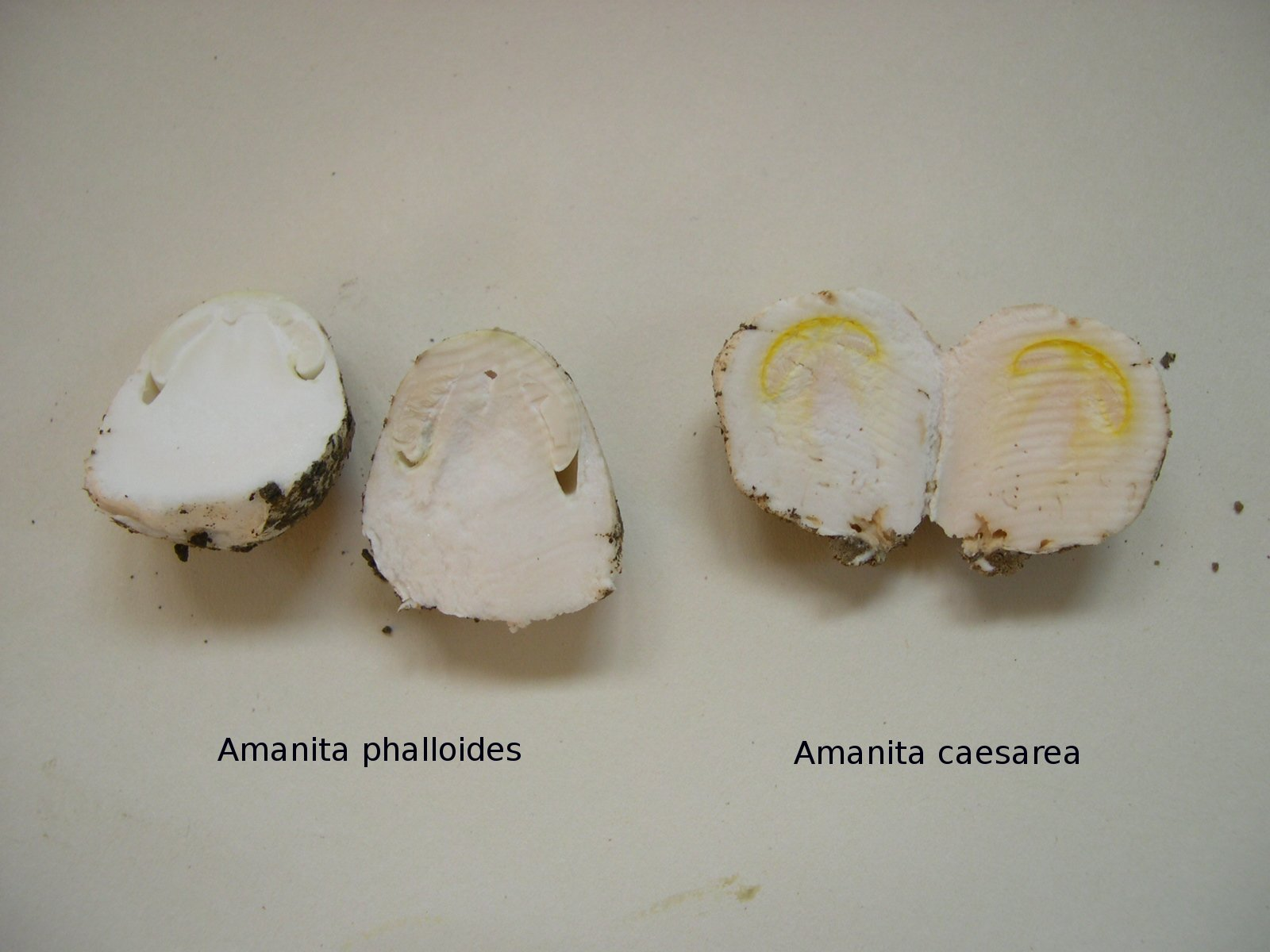
卵状の構造内に既に小さな子実体が出来ている
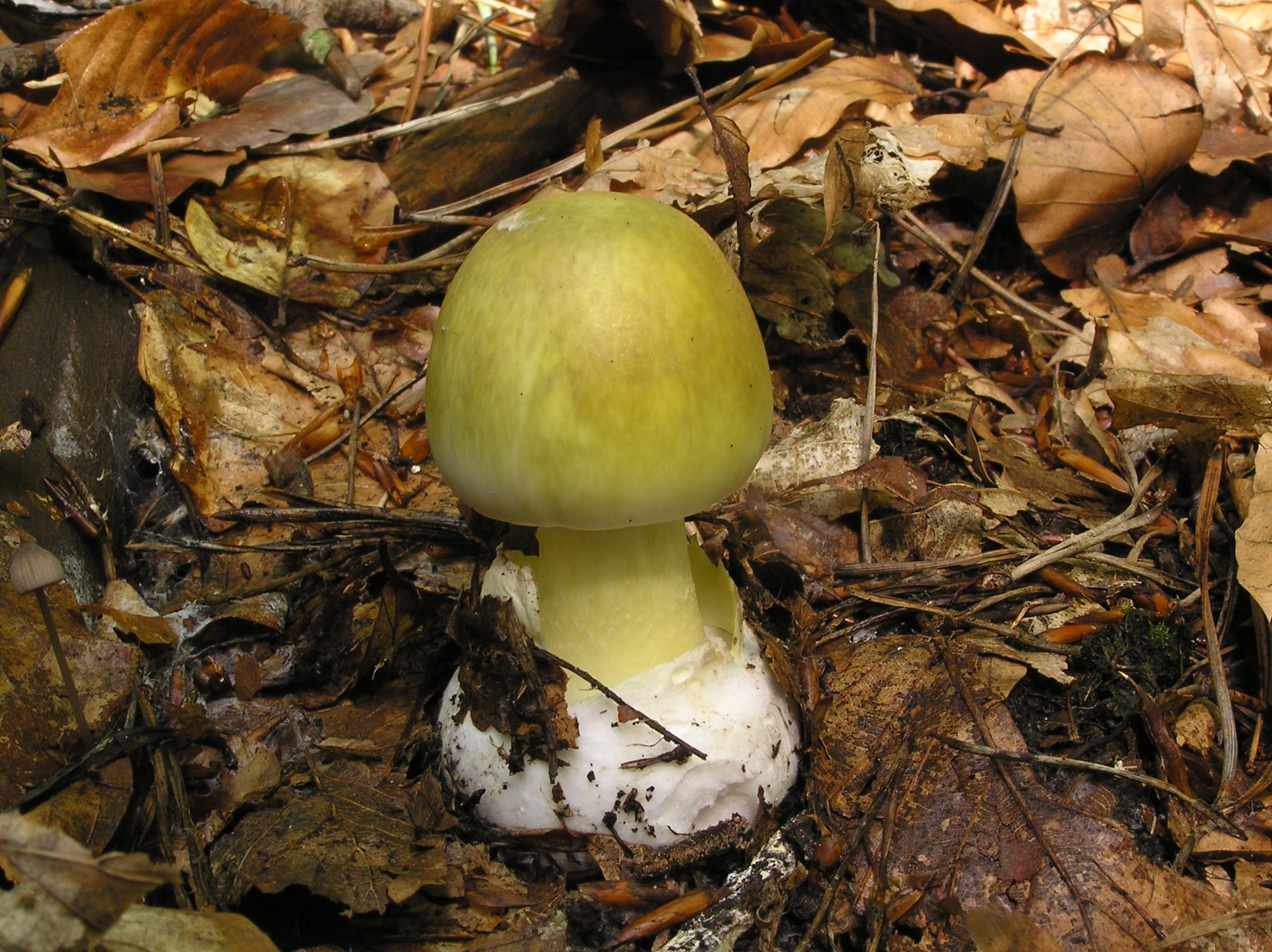
卵から成長を始めた子実体
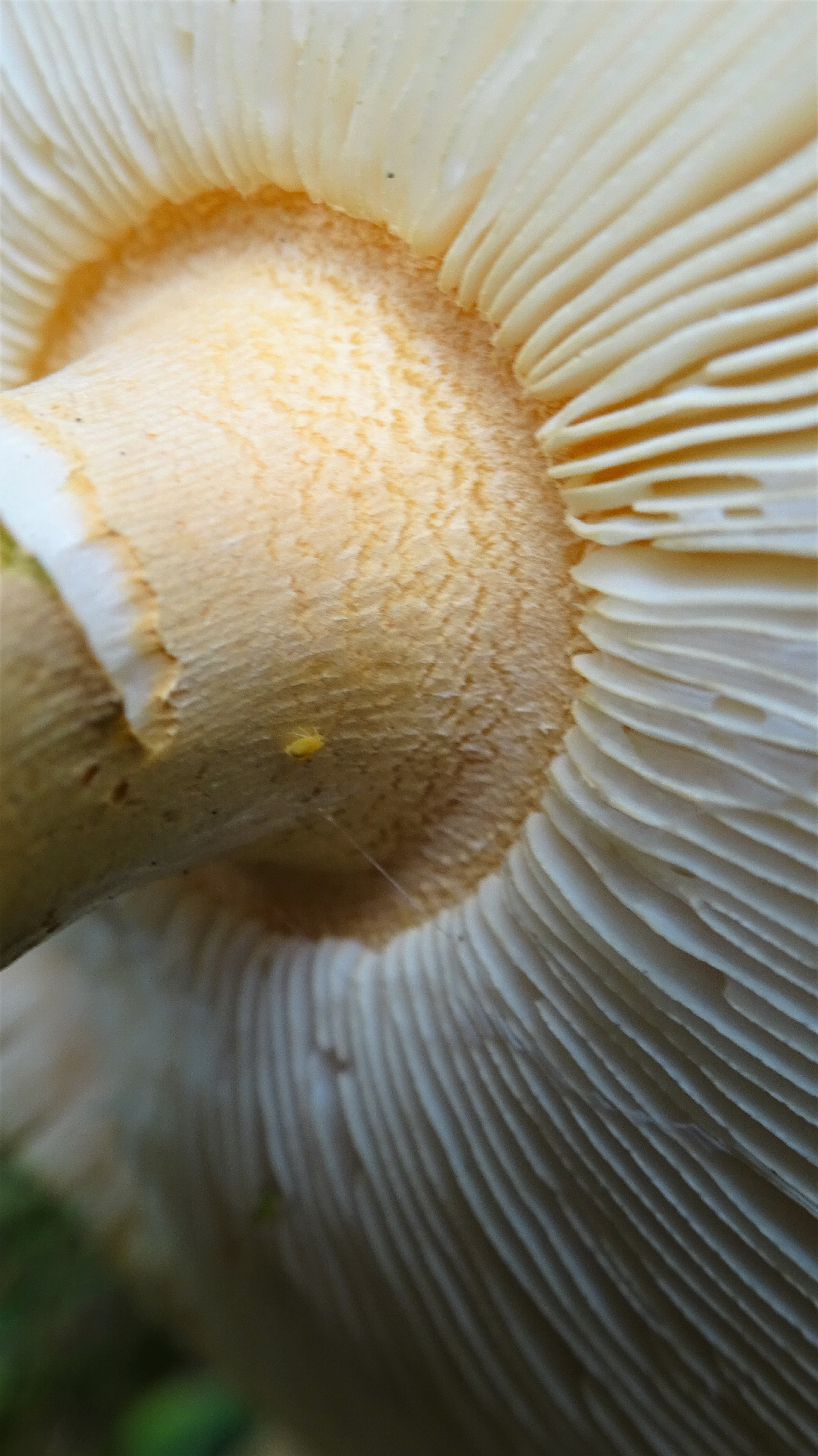
ひだが柄に対して離生する典型的な本属菌 Amanita crocea
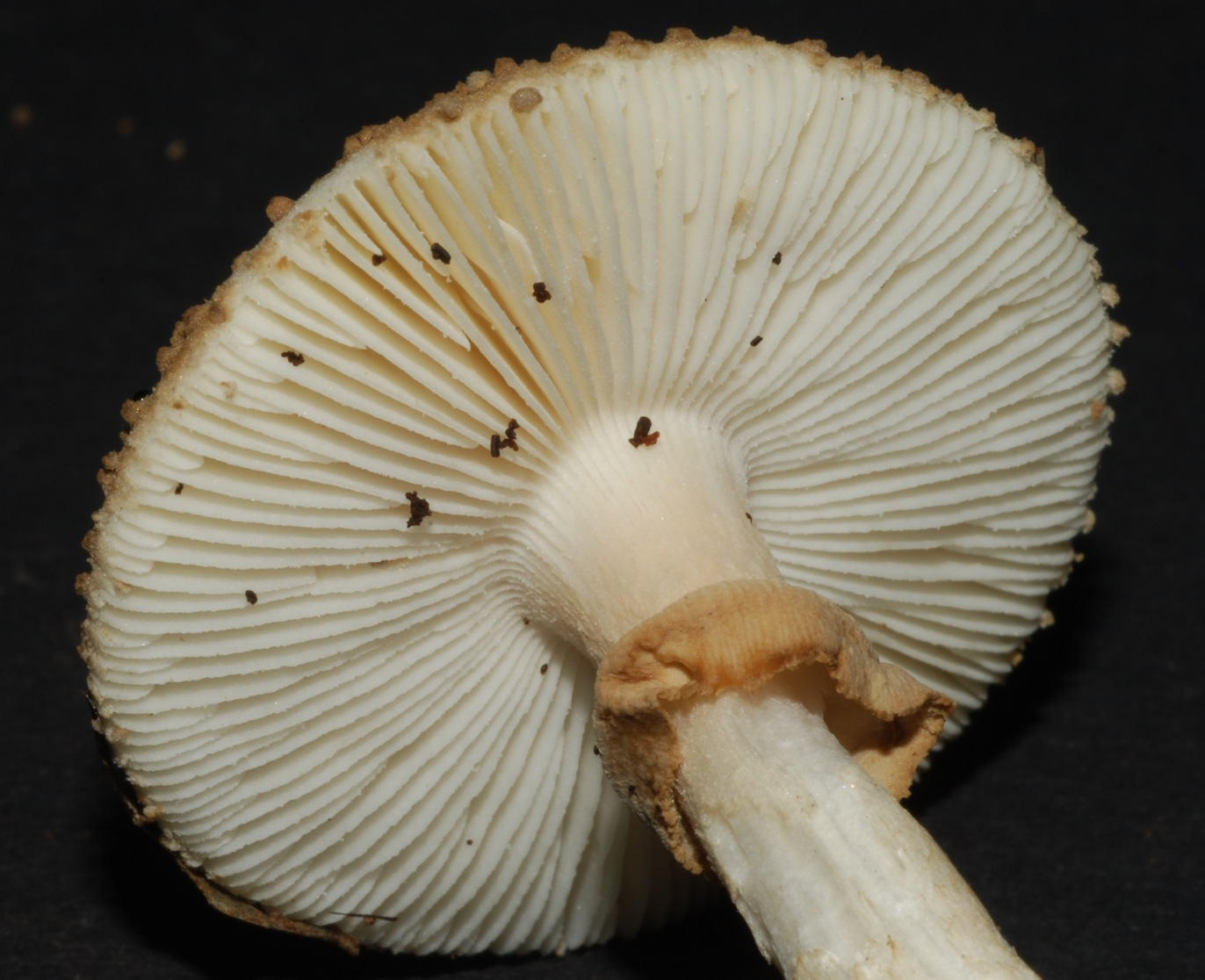
ひだが柄に対して垂生する Amanita australis
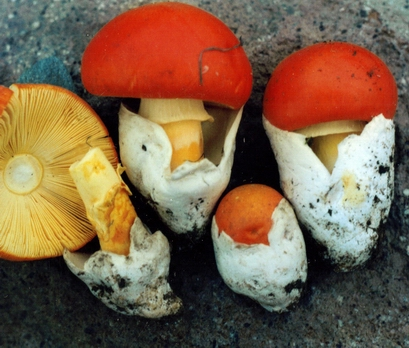
ひだが黄色い Amanita caesarea
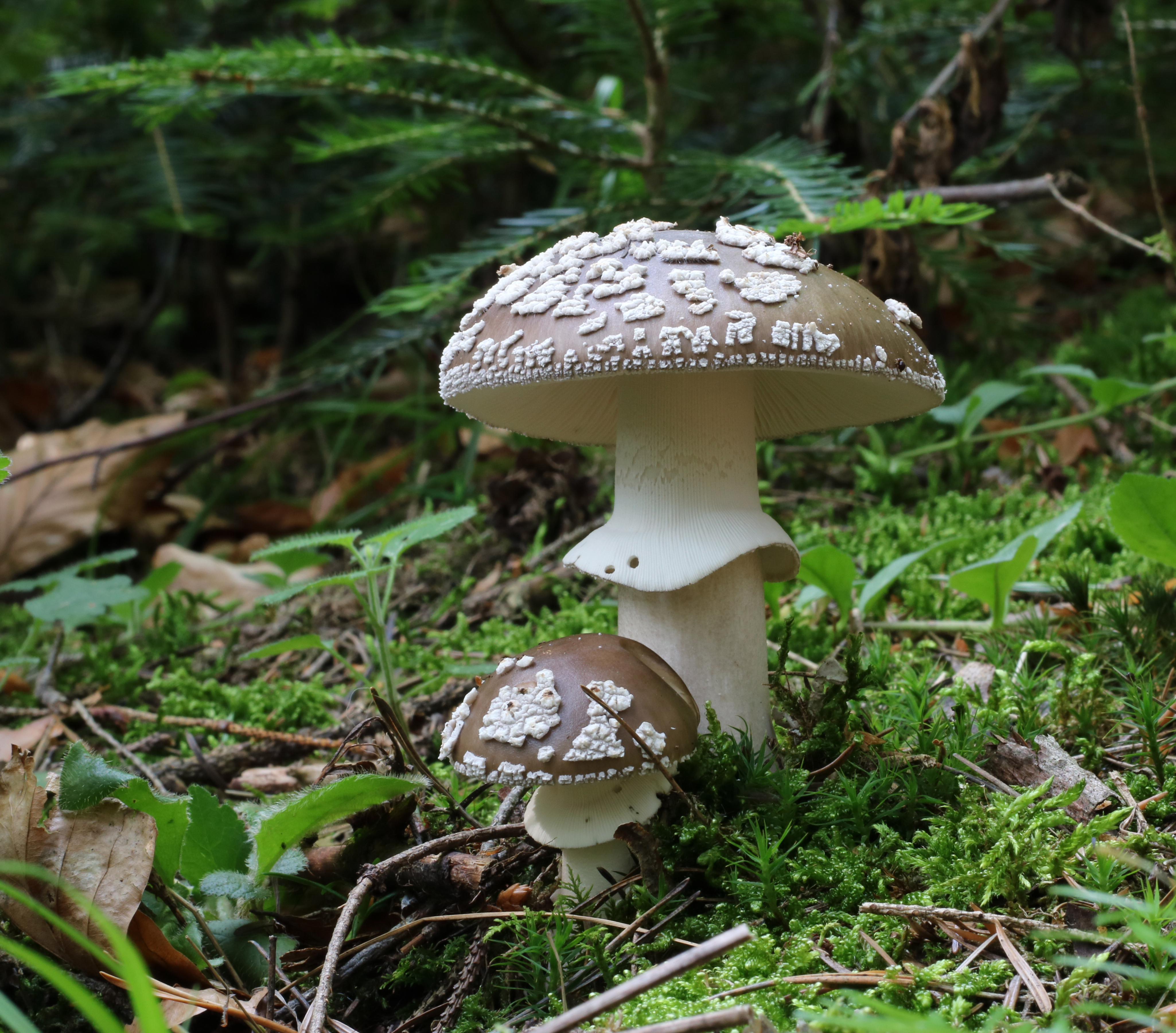
柄の途中にツバを持つ典型的な本属菌 Amanita phantherina
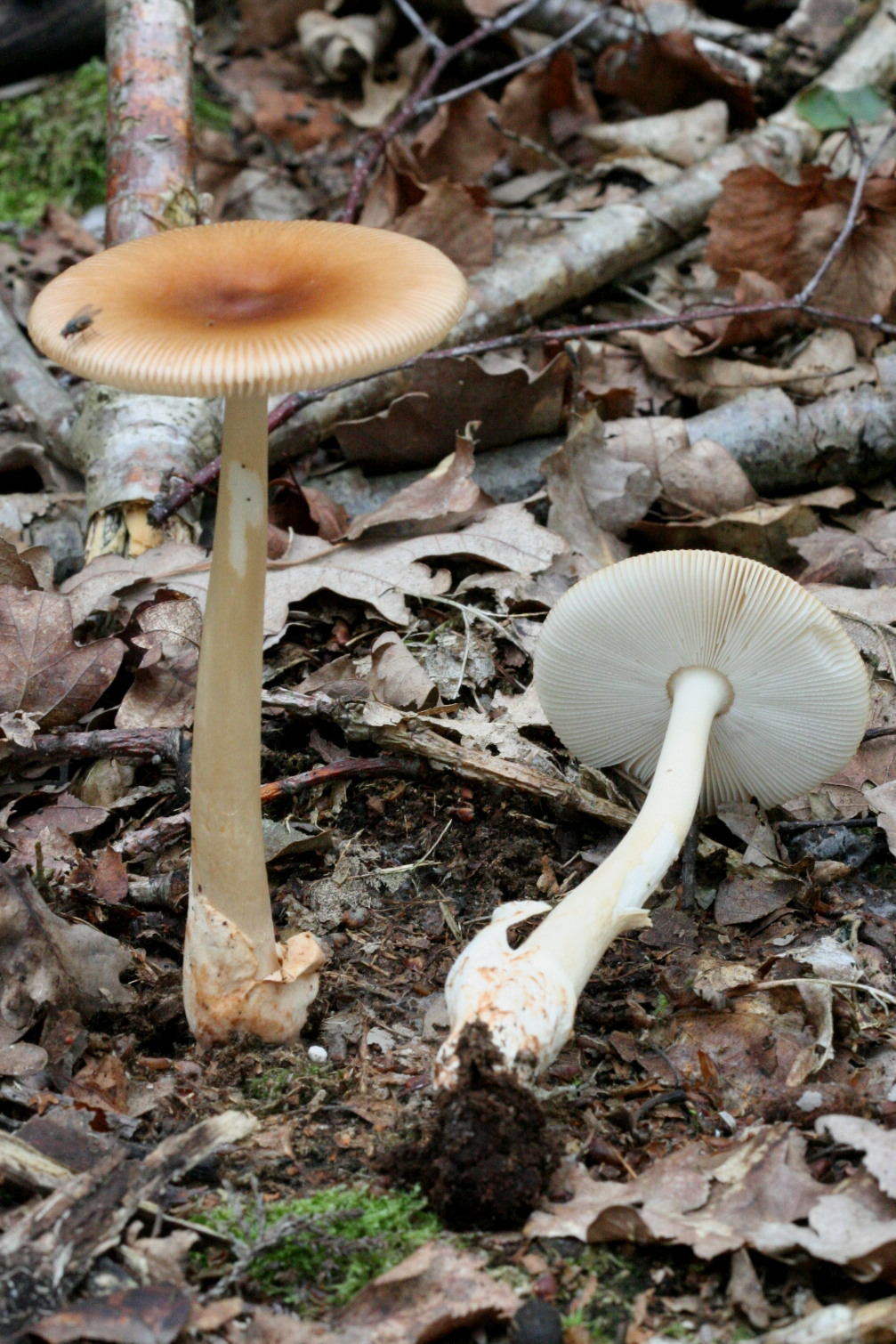
ツバを欠く Amanita fulva

## 生態
現在知られている全ての種が子実体を地面から発生させるものである。多くの種が樹木の根と共生した外生菌根を形成していると考えられている。ただし、一部に腐生菌がいるともいわれ近年分類を分ける研究者もいる。菌根形成樹種はマツ科、ブナ科、カバノキ科、ヤナギ科に多く、南半球に分布するフトモモ科、ナンキョクブナ科にも一部知られるものがあるが、これらの樹木を欠くような地域（たとえば南米の熱帯雨林）では種数が大幅に減るという。
有毒種が多数報告されている本属の子実体を餌として繁殖する双翅目昆虫が報告されている。これら昆虫はイボテン酸の毒に対する耐性を有している。なお子実体の成熟度により毒成分の分布と濃度が変化するため、利用する部位を選択している可能性が有ると報告されている。

## 人間との関係

### 食毒性
幾つかの種類は食用になる。分類と食毒性は必ずしも一致しない。タマゴタケ節やツルタケ節に属するいくつかの種は食用になるが、これらの節の全ての種が食用になるわけではなく有毒な種も知られており、食毒不明種はさらに多い。逆に猛毒種が多いタマゴテングタケ節においても中国産のAmanita manginiana（和名未定、中国語名：隐花青鹅膏菌）という種は食用とされている。タマシロオニタケ節、キリンタケ節にも少数の食用種が知られている。
毒成分は致死性のものから、非致死性のものまで幅広い。特に毒性が強いのはアマトキシン類（amatoxin、学名由来のアマニタトキシンともよく呼ばれる）と呼ばれるペプチドで細胞内のRNAに作用し、タンパク質合成などの重要な働きを止めてしまい致命的である。

### 利用
殺ハエ作用を持ち、ハエトリきのことして用いられた種がテングタケ節を中心にいくつかある。
タマゴテングタケなどに含まれるファロトキシン類の中の一つ、ファロイジン（phalloidin）は細胞骨格に多いアクチンタンパク質(actin)に強力に結合するという性質が発見されており、蛍光色素で標識したファロイジンを使うことで間接的にアクチンを染色することができる。これにより微細な細胞骨格の構造などを知ることが可能になった。ただし、細胞核内のアクチンには2020年代現在でも染色できないものもあるという

## 名前
学名Amanitaはトルコにあるテングタケ属菌が多く生息している山に由来するという説が一般的。

## 下位分類
2亜属ないし、3亜属に分けたあとさらに節単位に分けるのが一般的。本項ではテングタケ科のきのこの分類の専門サイトAmanitaceae.org の分類に従い3亜属説で記載する。この分類では亜属（subgenus）の下に節（section）、さらに下に亜節（subsection）、列（series)や系（stirps）まで用いて細かく分類しているが、煩雑になるため本項では節単位までの分類とし、必要に応じて主要な亜節以下のごとの大まかな分類法を記す。また、旧来の形態重視の分類法として日本語で読める本郷（1982）を参考に大まかな判別ポイントも記す。なお、旧来の分類と現在の分類で節を越えた移動があったものが幾つかあり、詳細な種一覧は亜属の記事に譲る。

### SubgenusAmanitaテングタケ亜属
Amanitaceae.org では胞子がヨウ素水溶液で呈色しないことを亜属唯一の共通事項として挙げているグループである。本郷（1982）では胞子の着色の他にも、傘の縁に条線（溝線）が出る点も指摘している。模式種はベニテングタケ（Amanita muscaria）で700種近くが所属することになっている。

#### -SectionAmanitaテングタケ節
150種余りが含まれる基部が球根上に膨らむグループである。本郷（1982）では外皮膜がもろく不完全なツボになる点、小ひだの形態も指摘している。
日本にはテングタケ（A. pantherina）、ベニテングタケ（A, muscaria）、ウスキテングタケ（Amanita orientigemmata）などが分布する。

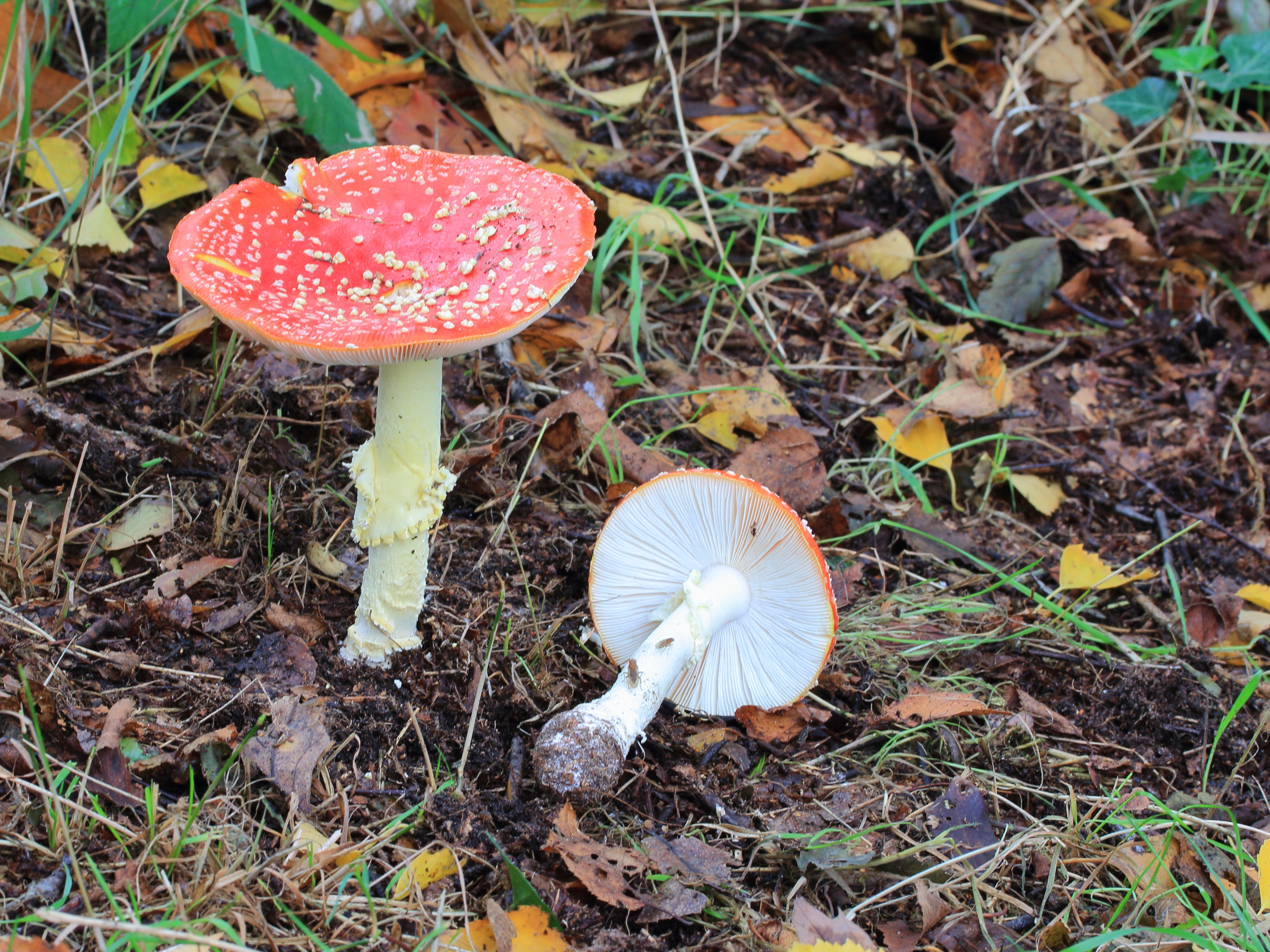
Amanita muscaria

#### -SectionAmarrendiae和名未定の節
10種余りが含まれる小さなグループで新しい分類である。日本に分布する種類は知られていない。本郷（1982）ではこの節を認めていない。

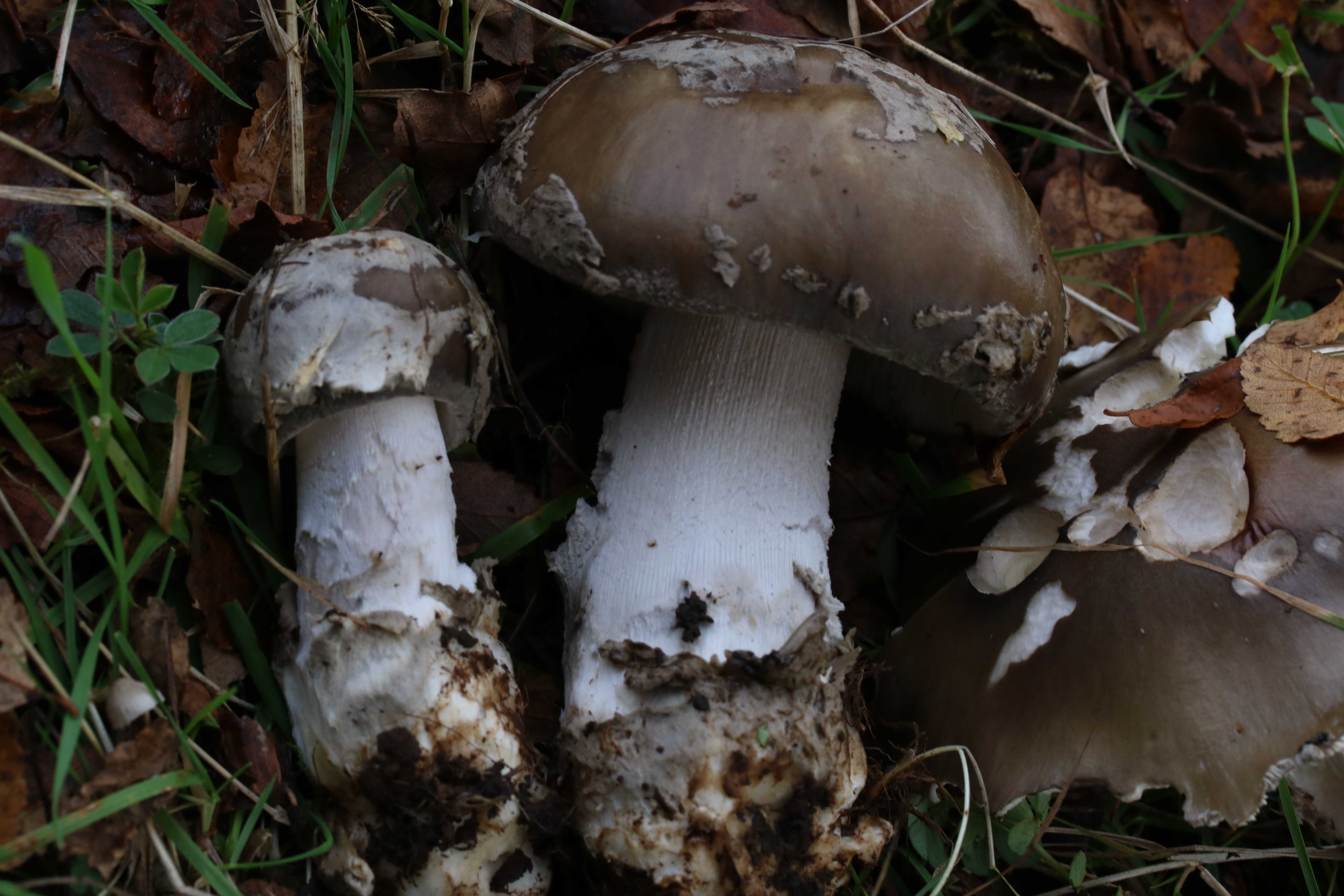
Amanita merxmuelleri

#### -SectionCaesaereaeタマゴタケ節
100種余りが含まれる。旧来の分類ではしばしばツルタケ節に含まれており、本郷（1982）でも同節内のうち膜質袋状のツボを持つ亜節として扱っており節としては認めていない。
日本にはタマゴタケ（Amanita caesareoides）、ドウシンタケ（Amanita esculenta）、ツルタケダマシ（Amanita spreta）などが分布する。

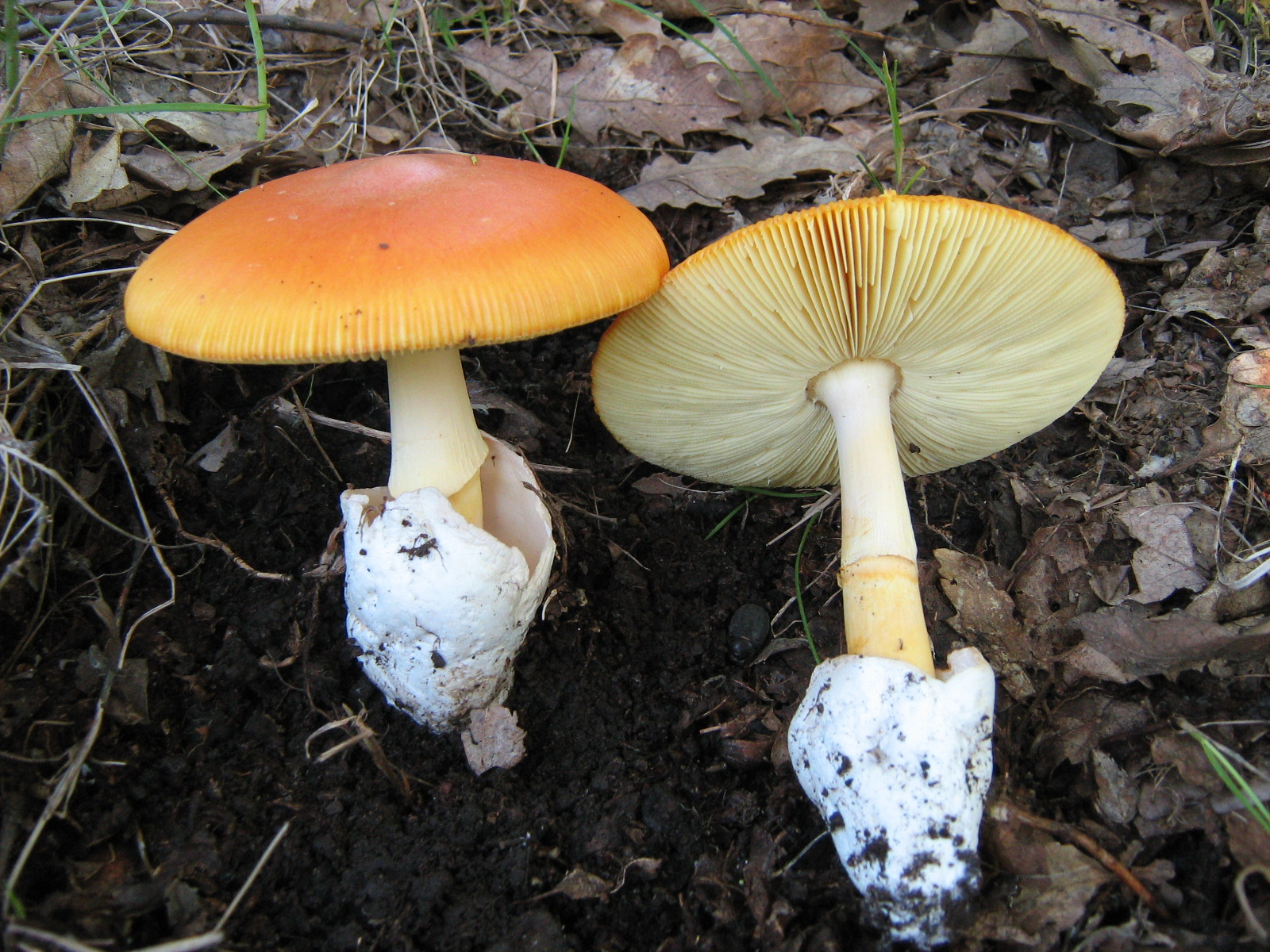
Amanita Caesarea

#### -SectionVaginataeツルタケ節
430種余りが含まれる大きなグループで子実体原基のほぼ中央から長い柄を持つ子実体を伸ばすこと、内皮膜を欠くもしくは不完全な形で持つグループである。模式種はツルタケ（Amanita vaginata）。本郷（1982）では柄の基部が膨らまない点、外皮膜は丈夫で大半の種はツボとして残るが一部に例外がある点を指摘している。

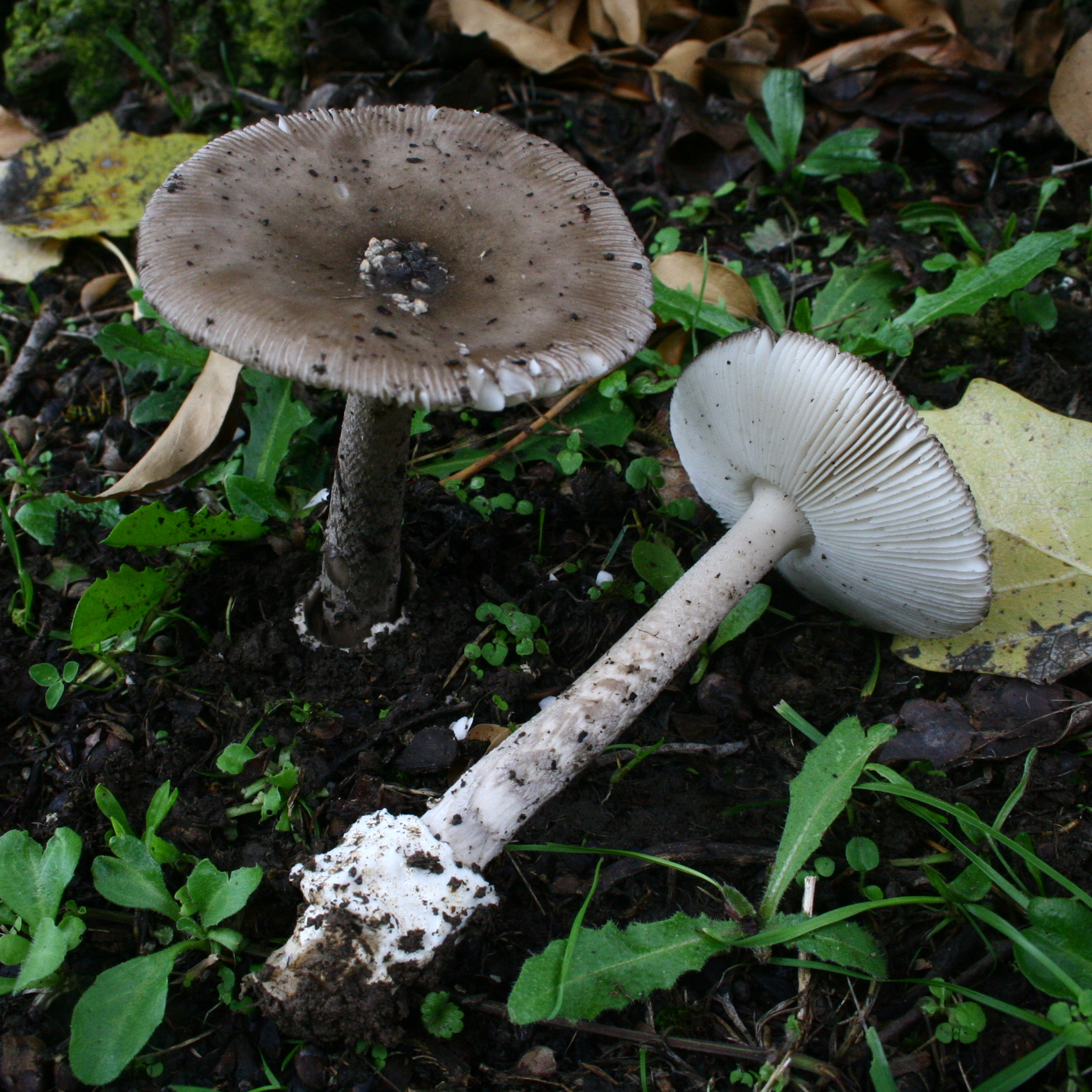
Amanita vaginata

### SubgenusAmanitinaマツカサモドキ亜属
Amaniticeae.orgでは旧来のマツカサモドキ亜属に属していた種の多くが新たにこのグループに移されている。500種近くが所属することになっている。

#### -SectionAmidella和名未定の節
50種余りが記録されている。模式種はフクロツルタケ（Amanita volvata）。本郷（1982）では外皮膜は丈夫だが内皮膜が脆くツバが不完全な点、肉の変色性、子実体乾燥時のひだの変色性を指摘している。

#### -SectionArenaire和名未定の節
7種余りが知られる小さいグループである。本郷（1982）ではこの節を認めていない。

#### -SectionPhalloideaeタマゴテングタケ節
80種余りを含む。模式種はタマゴテングタケ（Amanita phalloides）。本郷（1982）では外皮膜内皮膜ともに丈夫な点、肉に変色性があまりない点、ひだが乾燥後もあまり変色しない点を指摘している。日本産種ではドクツルタケ（A, virosa）、タマゴタケモドキ（A. subjunquiellea）、コテングタケモドキ（A. pseudoporphyria）などがここに入る。

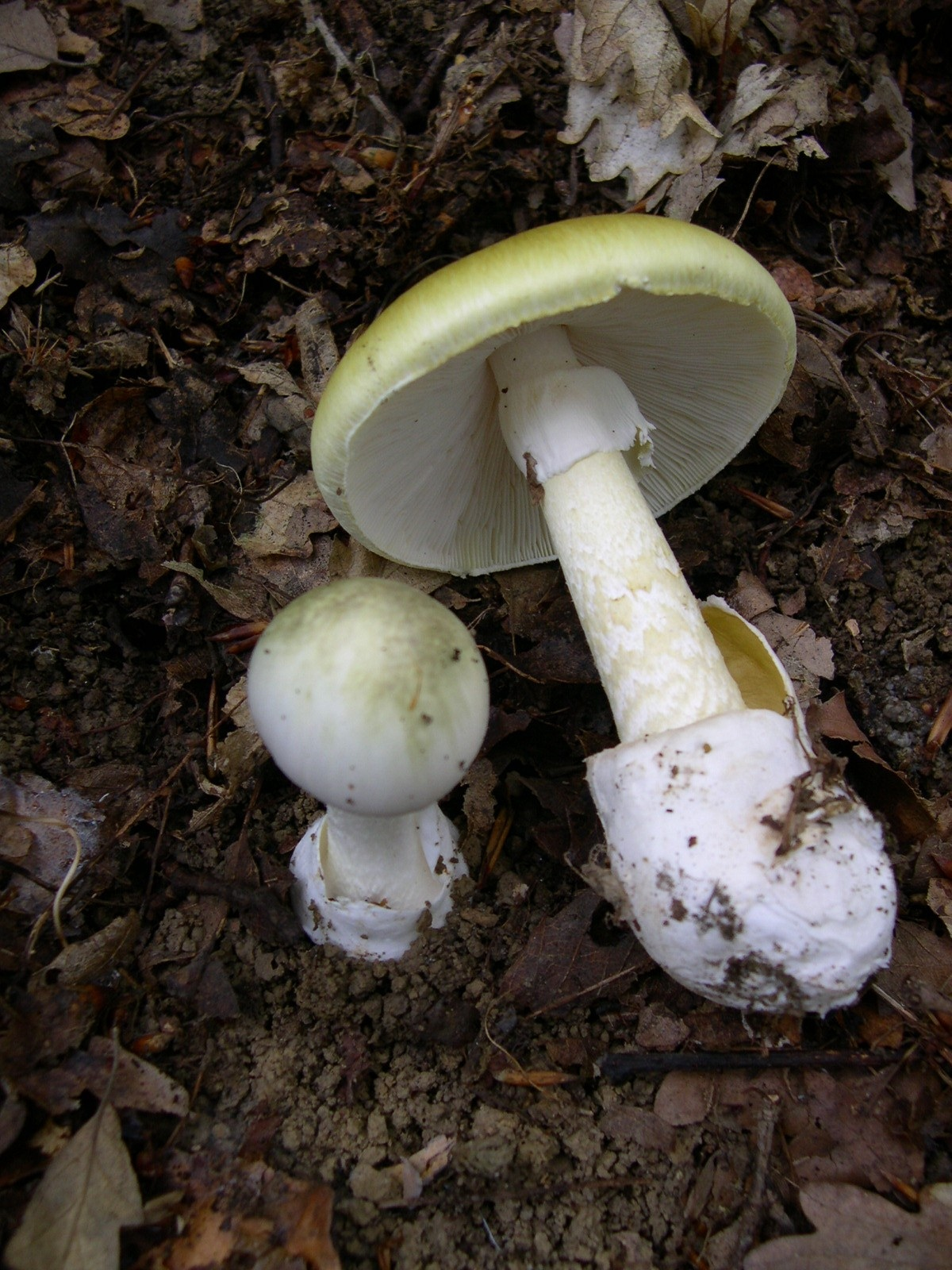
Amanita phalloides

#### -SectionRoanokoensesaeタマシロオニタケ節
170種余りを含む。本郷（1982）ではこの節を認めていない
模式種はアメリカ産のタマシロオニタケ（Amanita abrupta）、日本のものとは最近は別種扱いになっている。日本産のタマシロオニタケ（Amanita sphaerobulbosa）、コトヒラシロテングタケ（Amanita kotohiraensis）などもここに入る。

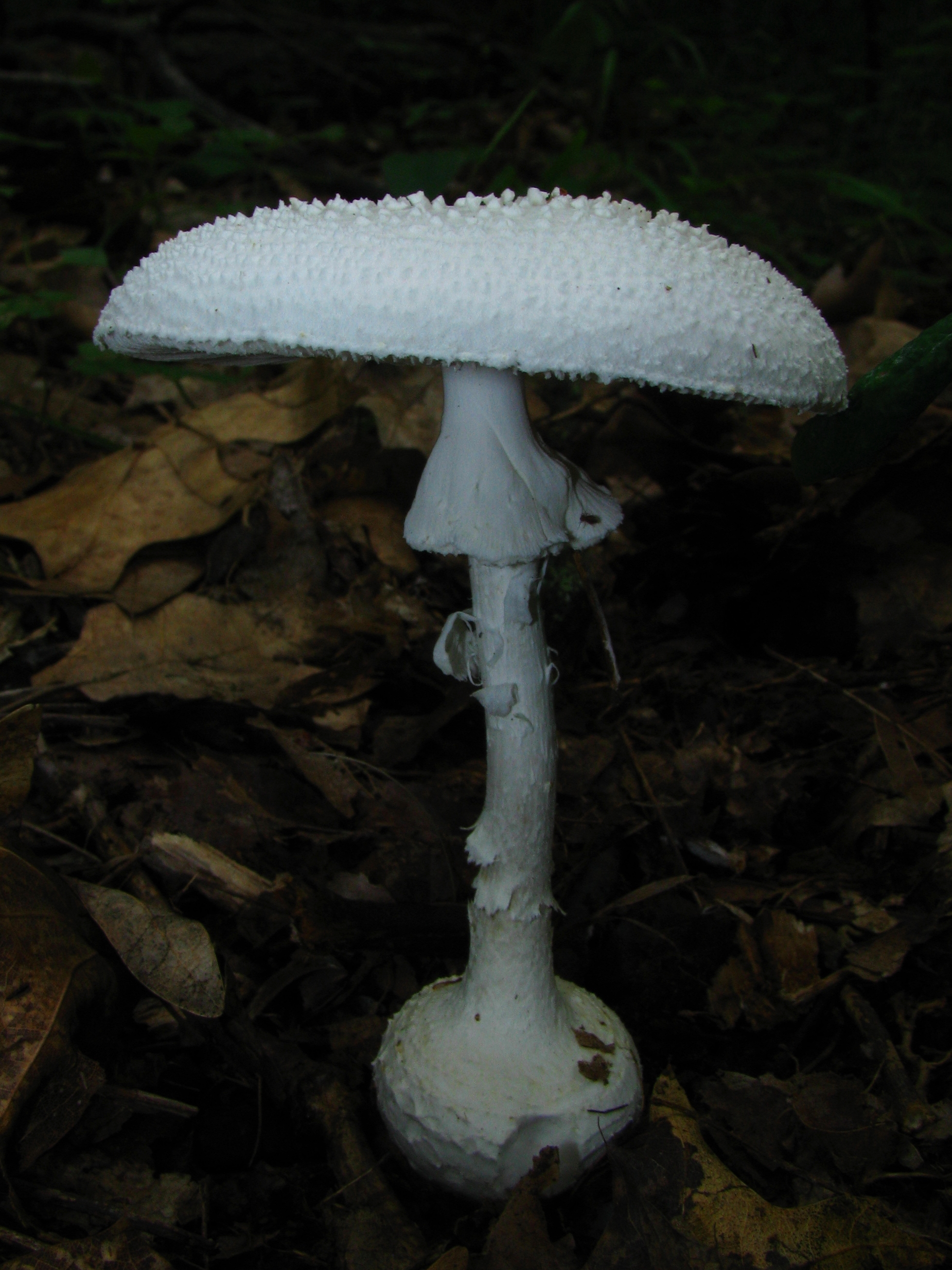
Amanita abrupta

#### -SectionStrobiformisaeマツカサモドキ節
20種余りを含むグループである。日本にはマツカサモドキ（Amanita strobiliformis）などが分布する。本郷（1982）では外皮膜が脆くつぼが不完全な点、傘の色が明色な点、傘の縁に被膜を垂らす点、胞子の形状を指摘している。

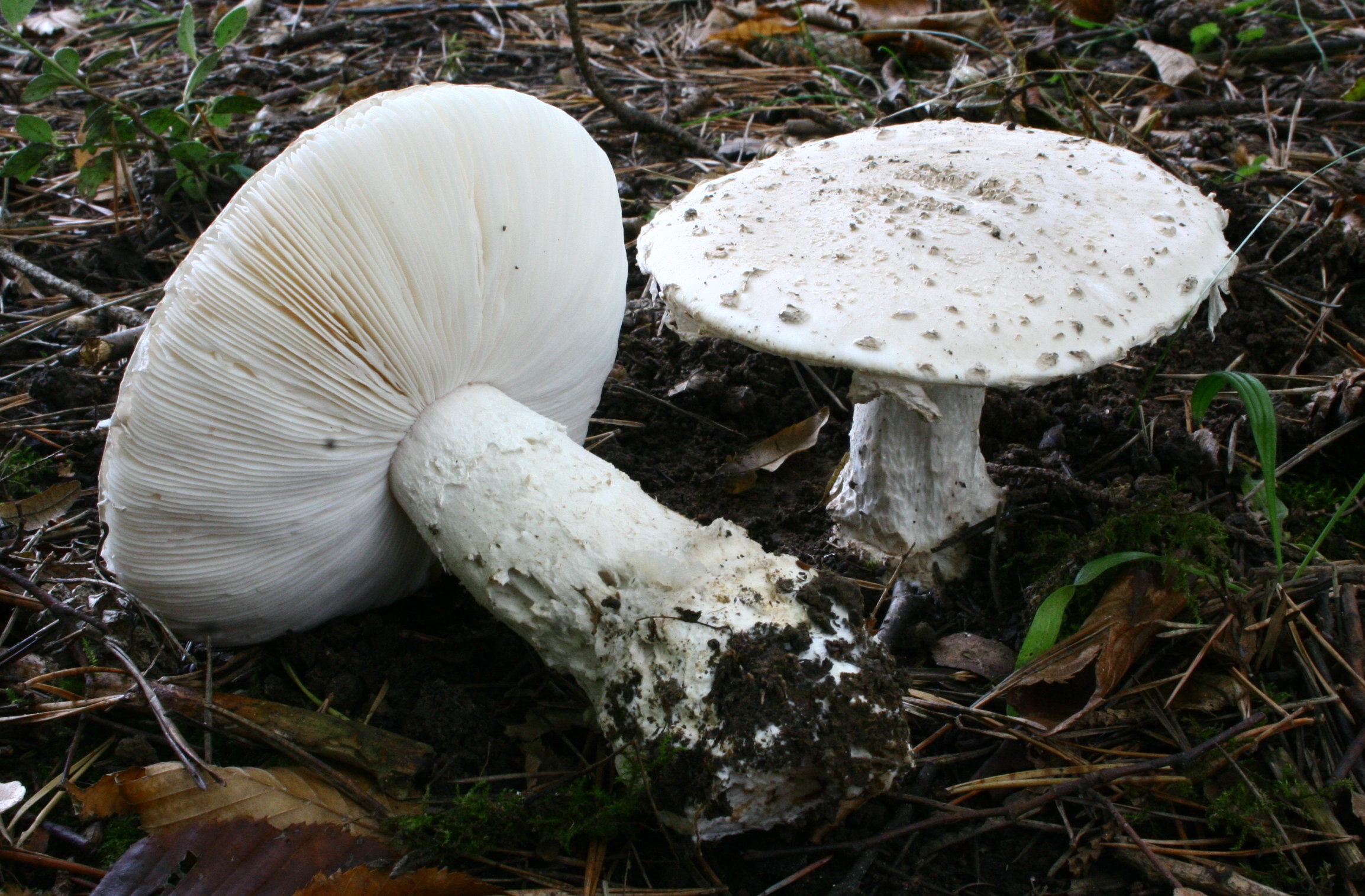
Amanita strobiliformis

#### -SectionValidaeキリンタケ節
140種余りを含む大きなグループである。本郷（1982)では外皮膜が脆くつぼが不完全な点、傘の色が暗色な点、傘の縁に被膜を垂らさない点、胞子の形状を指摘している。模式種はキリンタケ（Amanita excelsa）。日本に分布する種ではガンタケ（A. rubescens）がここに入る。

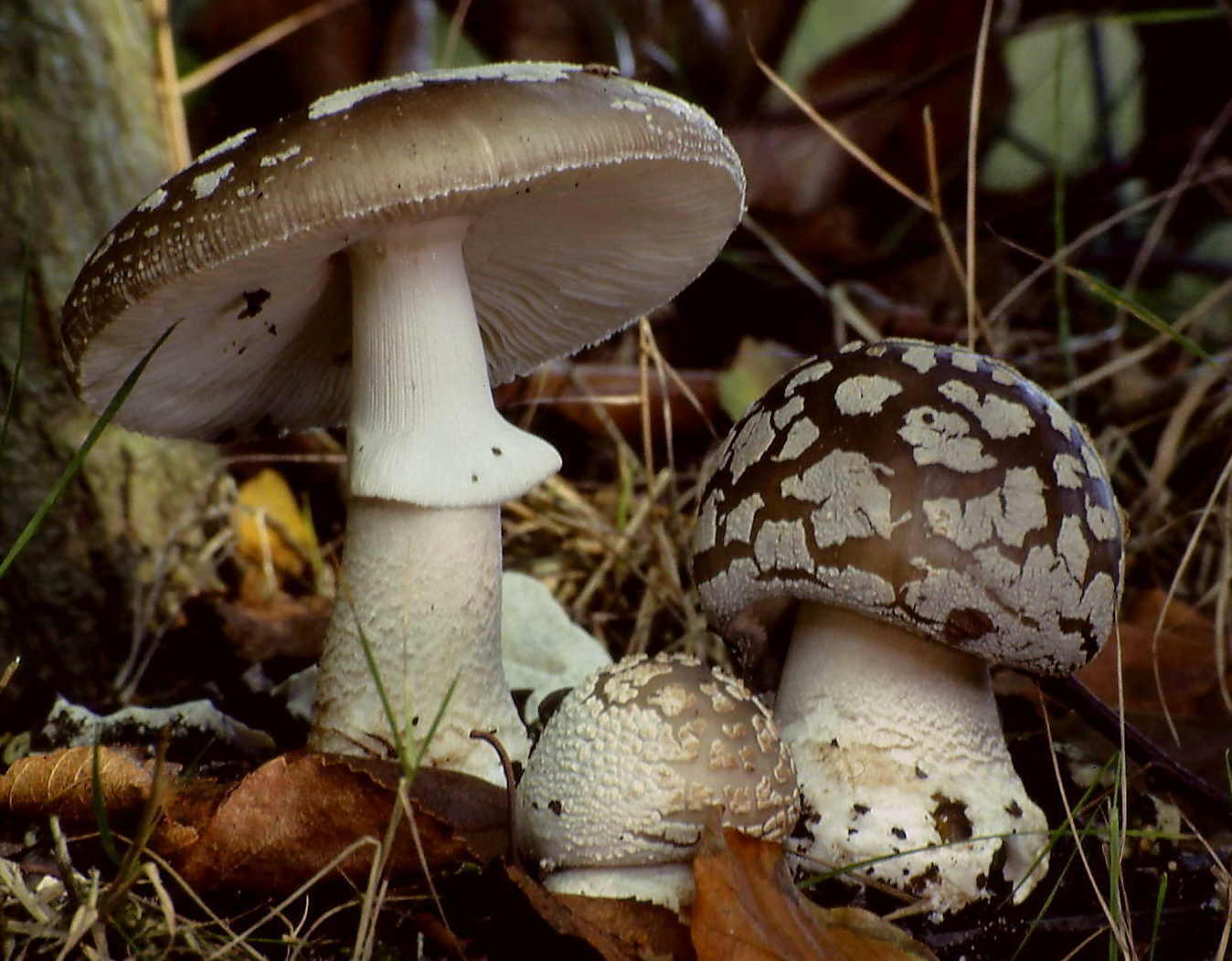
Amanita excelsa

### SubgenusLepidella和名未定の亜属
Amaniticeae.orgではヨウ素水溶液で呈色するAmanita属内の一グループとして扱われているが、簡易的な判定としては傘の縁に条線が出ないものを集めた大グループとして知られていたが、多くの種がsubgenus Amanitaniaに移行しだいぶ縮小した。本郷（1982）をはじめ旧来はこのグループを和名マツカサモドキ亜属と充てられていた。模式種はAmanita vittadinii。下位の節はSection Lepidellae一つだけとなり、40種程度が所属することになっている。このグループの中には腐生菌と疑われる種があり、2016年に模式種を含めて約24種が別属 Saproamanita として独立したが、議論が続けられている。

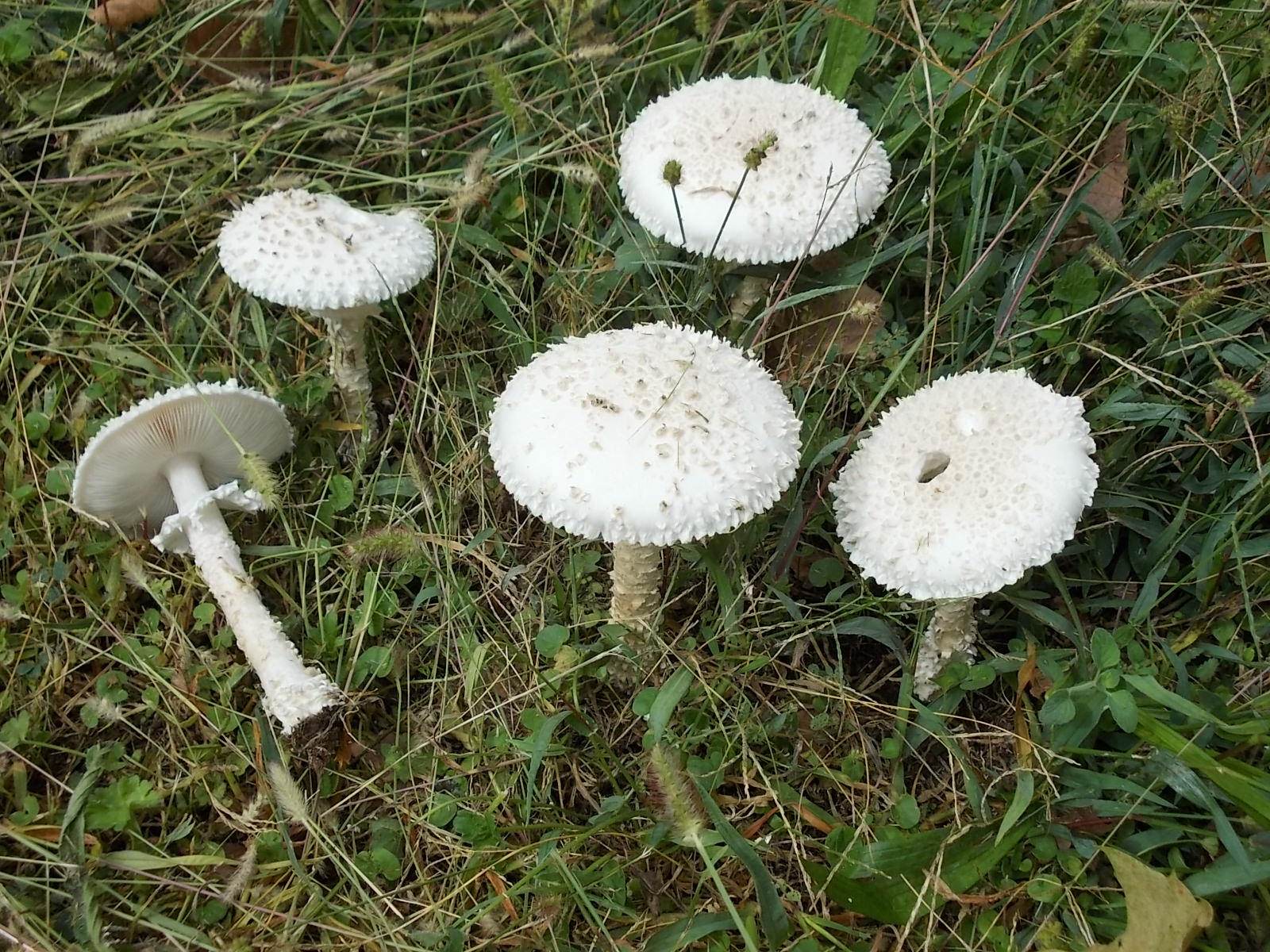
Amanita vittadinii